# Хёльшер, Людвиг
Людвиг Хёльшер (нем. Ludwig Hoelscher; 23 августа 1907 года, Золинген — 8 мая 1996 года, Тутцинг) — немецкий виолончелист и педагог.

## Биография
Хёльшер был младшим из трех детей ювелира и скрипача-любителя, основавшего семейный струнный квартет. Начал играть на виолончели в шесть лет. Окончил Мюнхенскую Академию музыки (1929), затем совершенствовал своё мастерство под руководством Хуго Беккера, Юлиуса Кленгеля и Вильгельма Лампинга. В 1930 году разделил с Иболькой Цильцер премию имени Мендельсона для молодых исполнителей.
В 1931 году дебютировал с Берлинским филармоническим оркестром под управлением Макса Фидлера. Карьеру ансамблиста начал со знакомства с пианисткой Элли Ней, котораяв 1932 году вместе с ним и со скрипачом Вильгельмом Штроссом основала фортепианное трио. С 1934 по 1938 год играл в берлинском квартете Макса Штруба. С 1 апреля 1937 года был профессором Берлинской Высшей школе музыки, 1 мая вступил в НСДАП, с 1938 года — профессор в зальцбургском Моцартеуме. Несмотря на нацистское прошлое, после Второй мировой войны продолжал успешную карьеру, в 1953 году гастролировал в Японии, в 1954—1971 годах преподавал в Штутгартской Высшей школе музыки.
Хёльшер был крупным исполнителем современной немецкой академической музыки, исполнив впервые более 50 новых произведений, в том числе сочинения Эрнста Кшенека, Ханса Вернера Хенце, Вольфганга Фортнера, Ханса Пфицнера и других. Пфицнер посвятил Хёльшеру свой второй виолончельный концерт (1944).